# Ipomoea jamaicensis
Ipomoea jamaicensis là một loài thực vật có hoa trong họ Bìm bìm. Loài này được (Spreng.) G. Don mô tả khoa học đầu tiên năm 1838.